# Lilian Öhrström
Yvonne Lilian Linnéa Öhrström, född 11 februari 1945, är en svensk journalist och författare, som arbetar på Dagens Nyheter sedan 1991. Hon var läsarombudsman, och därigenom även krönikör, på tidningen mellan den 13 januari 2003 och den 31 maj 2008 då hon gick i pension.
 Svenska Carnegieinstitutets journalistpris 1997 på 25 000 kronor gick till Lilian Öhrström och hennes kollega DN-reportern Bo G. Andersson för deras artikelserie om hur den svenska staten våren 1996 i Europadomstolen använde vilseledande uppgifter i processen mot hotellägaren Torgny Gustafsson.
För boken Sex, lögner och terapi (1996) erhöll Lilian Öhrström pris som 1996 års folkbildare av föreningen för Vetenskap och Folkbildning.